# XXY (album)
Albums de The Young Gods
Music for Artificial Clouds
(2004) Super Ready/Fragmenté
(2007)
XXY  aussi appelé  XXYears  1985 -2005 est un album de compilation et de raretés du groupe de rock industriel suisse, The Young Gods. Il est sorti le 30 novembre 2005 pour les vingt ans d'existence du groupe. Il est paru sur le label PIAS et a été produit par Roli Mosimann et Franz Treichler. 

## Liste des titres
- Tous les titres sont signés par le groupe sauf indications.

CD 1
| No  | Titre                    | Auteur                       | de l'album/single                    | Durée |
| --- | ------------------------ | ---------------------------- | ------------------------------------ | ----- |
| 1.  | Secret                   |                              | Titre inédit                         | 3:49  |
| 2.  | Lucidogen                |                              | Second Nature, 2000                  | 4:10  |
| 3.  | Skinflowers (Video edit) |                              | T.V. Sky, 1992                       | 4:04  |
| 4.  | Gasoline Man             |                              | T.V. Sky, 1992                       | 4:22  |
| 5.  | Kissing the Sun          |                              | Only Heaven, 1995                    | 3:42  |
| 6.  | Did You Miss Me?         |                              | The Young Gods, 1987                 | 3:21  |
| 7.  | Envoyé                   |                              | Single, 1986                         | 2:13  |
| 8.  | Fais la Mouette          |                              | The Young Gods, 1987                 | 4:46  |
| 9.  | September Song           | Kurt Weill, Maxwell Anderson | The Young Gods Play Kurt Weill, 1991 | 2:44  |
| 10. | L'Eau Rouge              |                              | L'Eau rouge, 1989                    | 4:22  |
| 11. | L'Amourir                |                              | Single, 1988                         | 4:17  |
| 12. | Pas Mal                  |                              | Face B du single l'Amourir, 1988     | 2:46  |
| 13. | Charlotte                |                              | L'Eau rouge, 1989                    | 2:04  |
| 14. | Our House                |                              | T.V. Sky                             | 2:51  |
| 15. | Astronomic               |                              | Second Nature, 2000                  | 5:45  |
| 16. | Gardez les Esprits       |                              | Only Heaven, 1995                    | 1:07  |
| 17. | Toi Du Monde (Edit)      |                              | Second Nature, 2000                  | 5:16  |
| 18. | Child in the Tree        |                              | Only Heaven, 1995                    | 2:18  |
| 19. | Donnez les Esprits       |                              | Only Heaven, 1995                    | 6:14  |
| 20. | Alabama Song             | Kurt Weill, Bertolt Brecht   | The Young Gods Play Kurt Weill, 1991 | 5:50  |

CD 2
| No  | Titre                                       | Auteur                                                    | de l'album/single                 | Durée |
| --- | ------------------------------------------- | --------------------------------------------------------- | --------------------------------- | ----- |
| 1.  | Gasoline Man (Megadrive Mix)                |                                                           | Single, sept. 1992                | 6:47  |
| 2.  | Astronomic (Astronomix Edit)                |                                                           | Second Nature, 2000               | 6:07  |
| 3.  | Skinflowers (Brainforest Mix)               |                                                           | Single, janv. 1992                | 7:27  |
| 4.  | In the Otherland (Lithos Mix)               |                                                           | Second Nature, 2000               | 3:21  |
| 5.  | Child In the Tree (String Arrangement Demo) |                                                           | Only Heaven, 1995                 | 2:18  |
| 6.  | Drun                                        |                                                           | Heaven Deconstruction, 1997       | 4:36  |
| 7.  | Supersonic (Dub Mix)                        |                                                           |                                   | 6:00  |
| 8.  | Requiem Pour un Con                         | Serge Gainsbourg, Michel Colombier                        | Inédit                            | 4:58  |
| 9.  | Astronomic (Version 2 Edit)                 |                                                           | Second Nature, 2000               | 6:33  |
| 10. | The End (Reprise des Doors en public)       | Jim Morrison, Robbie Krieger, Ray Manzarek, John Densmore | Inédit                            | 3:17  |
| 11. | Supersonic (Al Mix)                         |                                                           |                                   | 6:00  |
| 12. | Kissing the Sun (Dub the Sun Mix)           |                                                           | Single "The Remixes", nov. 1995   | 4:36  |
| 13. | The Sound In Your Eyes (Naïve Mix)          |                                                           | Second Nature, 2000               | 3:55  |
| 14. | Astronomic (As_Float Mix)                   |                                                           |                                   | 6:47  |
| 15. | Iwasi                                       |                                                           | Music for Artificial Clouds, 2004 | 5:25  |

## Musiciens
- Franz Treichler : chant
- Al Comet : claviers, samples
- Cesare Pizzi : claviers, samples (1987 - 1989)
- Bernard Trontin : batterie, percussions
- Patrice Bagnoud : batterie, percussions (1987)
- Urs Hiestand : batterie, percussions (1987 -1995)